# Raadsheertje

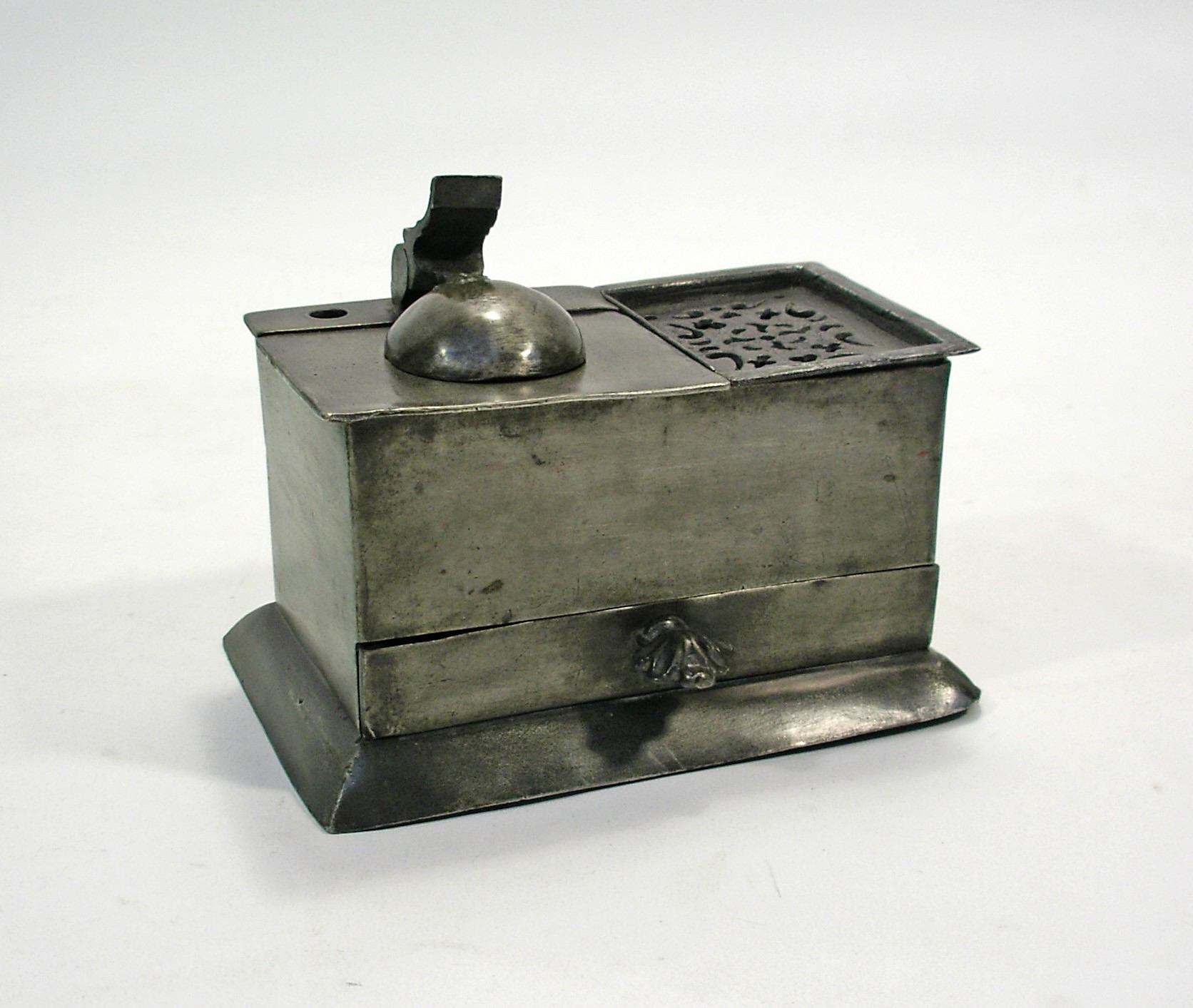
Raadsheertje, vooraanzicht

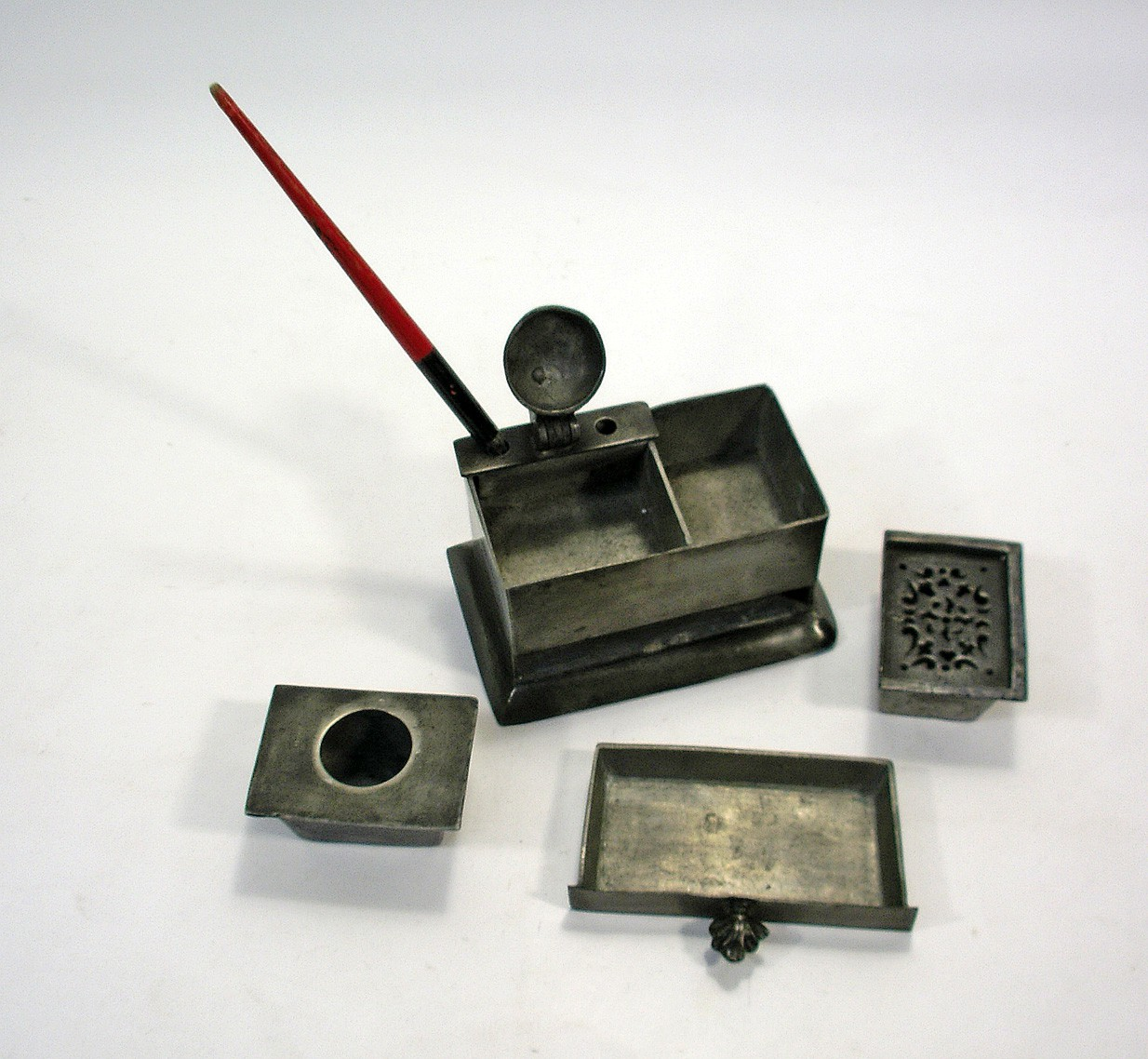
Raadsheertje volledig open, alles voorhanden

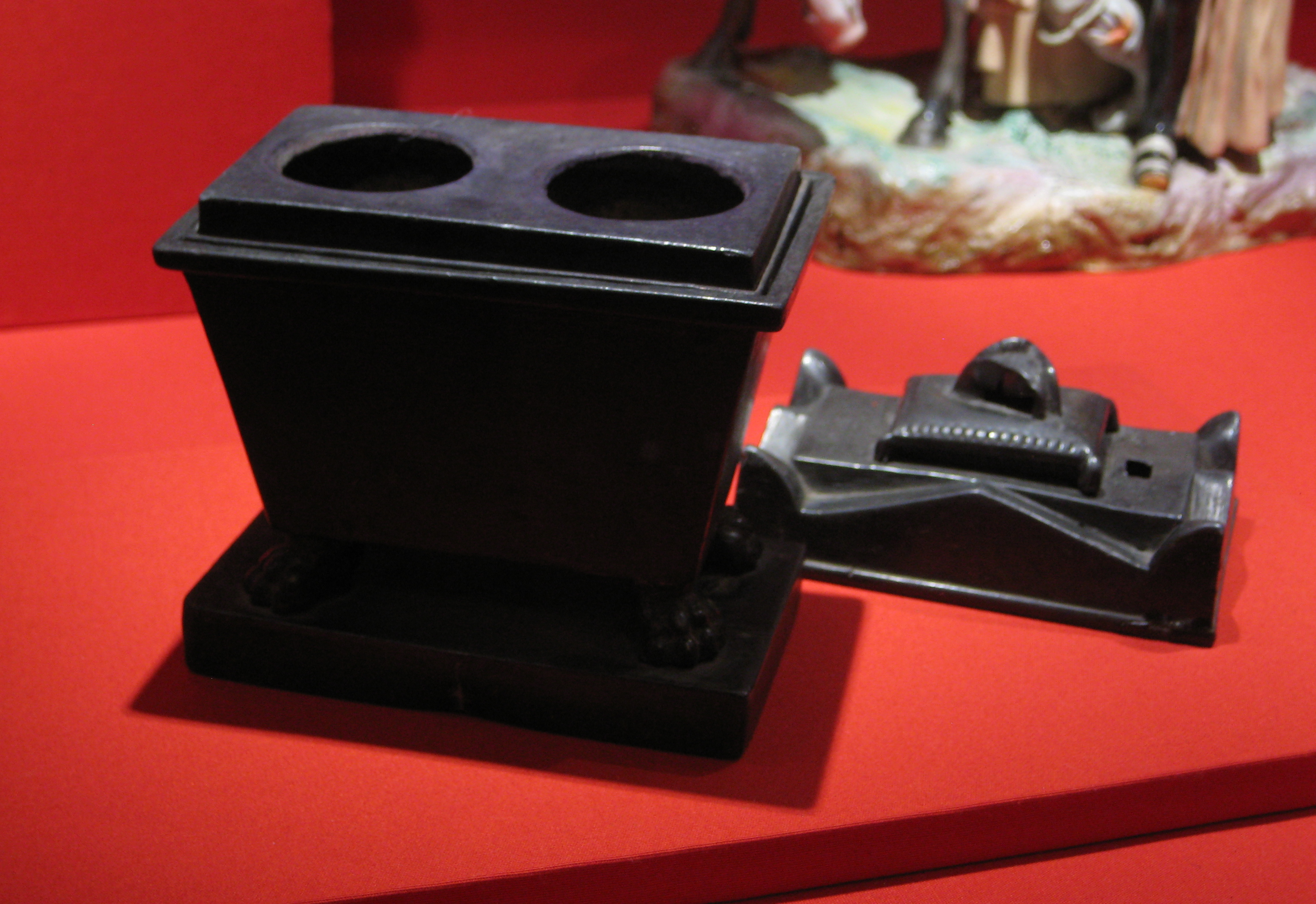
Raadsheertje van Napoleon

Een raadsheertje (ook wel casjesinktkoker) is een in de antiekwereld algemeen gebruikte uitdrukking voor een compleet inktstel met een bepaald herkenbaar uiterlijk.
Een raadsheertje is vierkant of rechthoekig, gemaakt van metaal, vaak tin, en voorziet in de benodigdheden om met een ganzenveer of intkpen, gedoopt in inkt te schrijven. Een raadsheertje bevat een inktreservoir, een zout- of zandbakje een deksel voor op de inkt, een afgemeten vlakje met een of meerdere gaten waarin de veer of veren zitten en een kleine lade aan de onderzijde om vervuiling in het raadsheertje op te ruimen en pennetjes op te bergen. Soms werden in de lade ook ouwels bewaard.
Een goed uitgevoerd raadsheertje kan in zijn geheel uit elkaar genomen worden, vaak tot aan de deksel van het inktreservoir aan toe. Dit om het schoonmaken van het raadsheertje gemakkelijk te houden.
Een raadsheertje was uitdrukkelijk het inktstel van (mannelijke) notabelen en de adel van de Hollandse steden en werd veel gebruikt in de 18e eeuw.

## Trivia
Ook Napoleon Bonaparte was de trotse eigenaar van een Raadsheertje.